# The Misery Index: Notes from the Plague Years
Albums de Boysetsfire
Before the Eulogy
(2005)
The Misery Index: Notes from the Plague Years est un album du groupe Boysetsfire de l'État du Delaware, aux États-Unis. C'est leur premier album sorti sur le label Equal Vision Records et aussi le dernier album du groupe. Son album précédent, Before the Eulogy, était un album de B-Sides et de raretés.
La piste cachée qui vient après A Far cry est une version réenregistrée de la chanson Still Waiting for the Punchline de l'album After the Eulogy. Cette version est un peu plus « nette » que l'originale.

## Liste des chansons
1. Walk astray – 4:40
2. Requiem – 4:13
3. Final communique – 1:56
4. The Misery index – 4:10
5. (10) and counting – 3:32
6. Falling out theme – 3:46
7. Empire – 3:37
8. So Long… and thanks for the crutches – 3:10
9. With cold eyes – 3:43
10. Déjà coup – 2:54
11. Social register fanclub – 3:03
12. Nostalgic for guillotines – 4:35
13. A Far cry / Still waiting for the punchline (alternative) – 7:25

## Source
- (en) Cet article est partiellement ou en totalité issu de l’article de Wikipédia en anglais intitulé « The Misery Index: Notes from the Plague Years » (voir la liste des auteurs).